# 르컴튼 헌법

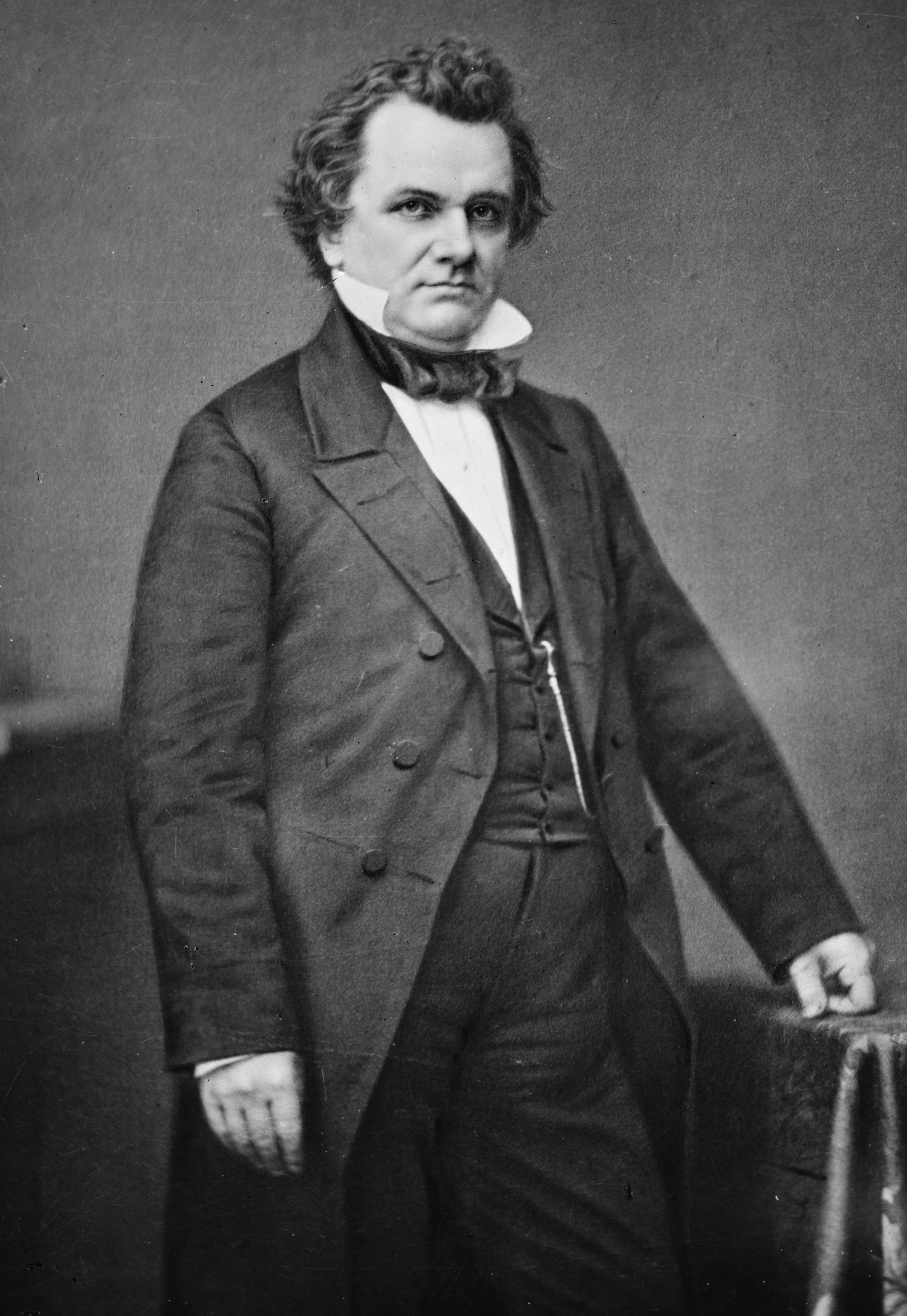
스티븐 A. 더글라스는 르컴튼 헌법에 대해 민주당의 리더쉽을 깨뜨렸다.

르컴튼 헌법(Lecompton Constitution)은 토피카 헌법에 이어 캔자스주에서 제안된 헌법이다. 그 뒤를 이어 레번워스 헌법과 와이앤도트 헌법이 제안되었다. 결국 와이앤도트 헌법이 캔자스 주의 헌법이 되었다.

## 개요
초안은 반노예제도 헌법이었던 토피카 헌법에 대응하여 제임스 H. 레인과 다른 자유 주 옹호자들에 의해 기초되었다. 대부분 노예 소유주로 구성된 준주의 의회는 1857년 9월 주도로 예정된 르컴튼에서 반대 법안을 만들기 위해 만남을 가졌다. 다수의 주민들로 구성된 자유 주 지지자들은 그 투표를 보이콧했다. 제임스 뷰캐넌 대통령은 준주의 주지사로 로버트 J. 워커를 임명했다. 그러나 그는 노예제도 강력한 옹호자이기는 했지만, 뻔뻔한 헌법의 파렴치함에 사임을 했다. 새 헌법은 노예제도를 인정하는 것이었고, 노예주의 권리를 보호하기 위한 것이었다. 게다가 헌법은 준주에 들어온 더 많은 노예들을 허용을 선택하게 하는 투표를 허용하는 것이었다.
토피카 헌법과 르컴튼 헌법 모두 캔자스 주민들의 손에 의해 투표로 결정되게 되었으며, 양측은 반대 편의 투표를 보이콧했다. 그러나 르컴튼 헌법의 경우, ‘노예제도가 있는 헌법 vs 노예제도가 없는 헌법’ 단 하나의 이슈로 결집되었다. 그러나 노예제도가 없는 헌법은 캔자스를 자유 주로 만들 수 없었다. 그것은 단순히 미래에 캔자스로 노예의 수입을 금지시키는 것일 뿐이었다. 자유 토지운동가들에 의한 보이콧으로 투표는 방해를 받았으며, 6,000표의 절반이 부정 투표였다. 그럼에도 불구하고, 두 헌법 모두 의회에 승인을 받기 위해 워싱턴으로 보내졌다.
노예소유주들의 권리에 목소리를 높였던, 뷰캐넌 대통령은 르컴튼 헌법을 의회 앞에서 승인했다. 비록 대통령이 남부 민주당원의 지지를 받기는 했지만, 스티븐 A. 더글라스가 이끄는 많은 북부 민주당원은 이 헌법에 반대를 하여 공화당 편을 들었다.

## 같이 보기
- 피의 캔자스